# Animals or Human
Albums de Captain Hollywood Project
Love Is Not Sex
(1993) The Afterparty
(1996)
Singles
Animals or Human est le deuxième album de Captain Hollywood Project sorti en 1995. Il contient les trois singles Flying High, Find Another Way et The Way Love Is qui est sorti quelques mois après.
Cet album est marqué non seulement par le changement de rythme, qui est beaucoup plus trance et techno que le premier album qui était beaucoup dans l'esprit dance, mais aussi par la venue d'une nouvelle chanteuse, Petra Speigal, qui a pris le relai après le départ de Nina Gerhard en 1994.
Sur cet album, le rappeur et leader du groupe Tony Dawson-Harrison alias Captain Hollywood et Petra sont présents sur les six premiers morceaux avec couplet rap et chant à la fois. Les autres titres sont interprétés d'une façon très particulière, certains morceaux étant intégralement instrumentaux et plusieurs styles techno se suivent, de la trance en passant par le hardcore mais aussi par la dream trance.

## Liste des titres
| 1.    | Flying High (Single Mix)      | 3:45 |
| 2.    | The Way Love Is               | 5:39 |
| 3.    | One Love                      | 5:55 |
| 4.    | I Need a Lover                | 5:49 |
| 5.    | Animals or Human              | 5:22 |
| 6.    | Find Another Way (Single Mix) | 3:56 |
| 7.    | Odyssey of Emotions           | 6:06 |
| 8.    | Relax Your Mind               | 6:03 |
| 9.    | See of Dreams                 | 5:37 |
| 10.   | Lost in Gravity               | 6:19 |
| 11.   | Get Hypnotized                | 5:52 |
| 60:25 |                               |      |